# Concurs Internacional de Piano Delia Steinberg
El Concurs Internacional de Piano Delia Steinberg és un concurs de piano fundat a Madrid (Espanya) el 1982 per la pianista i filòsofa Delia Steinberg Guzmán, llavors directora de l'Organització Internacional Nova Acròpolis a Espanya, amb l'objecte de promocionar nous valors de la música. Des de llavors ha format part del jurat.

## Història
El concurs va néixer el 1982 amb el nom de Concurs de Piano Nova Acròpolis, organització que patrocinava el mateix. Va rebre el seu nom actual l'any 2008. Des dels seus inicis ha servit per impulsar la carrera artística de joves pianistes. El concurs se celebra anualment a Madrid.
Aquest Concurs és membre de la Alink-Argerich Foundation (AAF), promogut per la pianista argentina Martha Argerich (n. 1941), des de desembre de 2007.
El concurs té reconeixement per l'elevada participació i el nivell tècnic i artístic dels participants.
El jurat està compost per la mateixa creadora i per pianistes de prestigi com Rafael Solís i María Luisa Villalba, professors del Conservatori de Música Arturo Soria de Madrid, antics guanyadors del concurs com Albert Mamriev, concertistes com Yuki Matsuzawa o professors com Walter Gutdeutsh. El concurs se celebra en els últims anys al Teatre Victòria de Madrid.

### Palmarès[9]
- 2023 Zeyu Shen (Xina)
- 2022 Jieun Park (Corea del Sud)
- 2021 Jung-Yeon Yim (EUA)[10]
- 2020 No celebrat
- 2019 Eun-A Kim (Corea del Sud)
- 2018 Da-Hae Kim (Corea del Sud)
- 2017 Hyein Jeon (Corea del Sud) - Giulio de Padova (Itàlia), (Compartit / ex aequo)
- 2016 Dong Wan Ha (Corea del Sud)
- 2015 Alexia Mouza (Grècia-Veneçuela)[11]
- 2014 Michael Davidov (Israel-Espanya)[12][13]
- 2013 Desierto / Non atributed[14][7]
- 2012 Shih-Wei Chen (Taiwan)[6]
- 2011 Christopher Falzone (EUA)[4]
- 2010 Pavel Kolesnikov (Rússia)[15][16]
- 2009 Evgeny Starodubsev / Jae-Kyung Yoo (Compartit / ex aequo)
- 2008 Jia Wang
- 2007 Alexander Yakovlev (Rússia)
- 2006 Enrique Bernaldo de Quirós (Espanya)
- 2005 Desert / Non atributed
- 2004 Olesya Shutko – Jorge Picó Álvarez (Espanya) (Compartit / ex aequo)
- 2003 Rintaro Akamatsu
- 2002 Omar Jonatás Sánchez (Espanya)
- 2001 Mariko Aoki
- 2000 Soo Jin Oh
- 1999 Junko Hayashi – Saeko Okabe (Compartit / ex aequo)
- 1998 Milos Mihajlovic – Albert Mamriev (Israel) (Compartit / ex aequo)
- 1997 Friedrich Thomas – Ayako Kimura (Japó) (Compartit / ex aequo)
- 1996 Carlos Márquez Fernández
- 1995 Oliver Kern (Alemanya) – Eugeni Nefiedoff (Compartit / ex aequo)
- 1994 Rafael Alfonso Porras
- 1993 Santiago Casero Alcañiz – Héctor Jesús Sánchez Fernández (Compartit / ex aequo)
- 1992 Daniel del Pino Gil (Espanya)
- 1991 Carolina Bellver Álvarez
- 1990 Desert / Non atributed
- 1989 José Gallego Jiménez
- 1988 Marta Maribona (Espanya)
- 1987 Yolanda Vidal Vallés – Pedro Mariné Isidro (Compartit / ex aequo)
- 1986 Moon Juan Chang Rok
- 1985 Rosalía Pareja Flores (Espanya)
- 1984 Mª Teresa Pérez Hernández
- 1983 Francisco Jaime Pantín
- 1982 Ana Mª Labad Caravaca